# Lexikon Psychiatrie, Psychotherapie, Medizinische Psychologie
Das Lexikon Psychiatrie, Psychotherapie, Medizinische Psychologie ist ein psychiatrisches Nachschlage- und Standardwerk von Uwe Henrik Peters und Eva Milena Peters.

## Erscheinungsverlauf
Das Lexikon erschien in sieben Auflagen
- bei Urban & Schwarzenberg als Wörterbuch der Psychiatrie und medizinischen Psychologie (1. Auflage 1971, 2. Auflage 1977, 3. Auflage 1984, 4. Auflage 1990)
- dann bei Urban & Fischer und Elsevier (5. Auflage 2000, 6. Auflage 2007, 7. Auflage 2017).

Die 7. Auflage enthält etwa 9500 Fachbegriffe, ein Englisch-Deutsches Wörterbuch im Anhang und eine Liste von Phobien. Sie führte neue Krankheitsbezeichnungen wie Burn-out und Stalking ein und umfasst Bedeutungswandel von Begriffen wie Paranoia oder Schizophrenie.

## Rezeption
Gemäß Volker Faust bleibe das Lexikon trotz breiten Angeboten an Online-Ressourcen eine praktische, zuverlässige und vielfältige Informationsquelle für Fachleute und Interessierte im Bereich Psychiatrie, Psychotherapie und Medizinische Psychologie. Die 7. Auflage des Lexikons behandle weitreichende Auswirkungen psychischer Störungen in der Gesellschaft, einschließlich der wachsenden Zahl von Betroffenen und den daraus resultierenden Kosten. Peters hebe die Herausforderung hervor, die psychiatrische Fachsprache verständlich zu machen, und betont die Bedeutung von Klassifikationssystemen wie DSM-5 und ICD-10. Er plädiere für einen Kompromiss, der die Vielfalt der psychiatrischen Terminologie widerspiegeln soll, ohne neue Normen zu setzen.